# カシム・アル＝リミ
カシム・アル＝リミ（アラビア語: قاسم الريمي、英語: Qasim al-Raymi、1978年6月5日 - 2020年1月29日）は、アラビア半島のアルカーイダの指導者。テロリスト。

## 概要
2006年2月3日、イエメンの刑務所から脱走したアルカイーダメンバーの1人。脱走した幹部らと行動を共にし、アラビア半島のアルカーイダが発足後は組織中枢に入った。アイマン・ザワーヒリーの副官だったこともある。2015年にナシル・アル＝ウハイシが死亡した際に指導者に昇格した。
2020年2月6日、ドナルド・トランプ大統領は、アメリカ軍がイエメンで対テロ作戦を実施、カシム・アル＝リミを殺害したことを発表した。